# WB Games Montréal
WB Games Montréal – kanadyjska firma zajmująca się produkcją gier komputerowych, założona w 2010 przez Martina Tremblaya, Martina Carriera oraz Reida Schneidera. Pierwszym projektem studia był port gry Batman: Arkham City na Wii U. Obecnie studio pracuje nad grą Rycerze Gotham.

## Wyprodukowane gry
| Rok wydania | Tytuł                                 | Platformy                                         |
| ----------- | ------------------------------------- | ------------------------------------------------- |
| 2012        | Batman: Arkham City – Armored Edition | Wii U                                             |
| 2013        | Batman: Arkham Origins                | Microsoft Windows, PlayStation 3, Xbox 360, Wii U |
| 2013        | Cartoon Universe                      | Microsoft Windows, Wii U                          |
| 2014        | Lego Legends of Chima Online          | Microsoft Windows, iOS                            |
| 2022        | Rycerze Gotham                        | Microsoft Windows, PlayStation 5, Xbox Series X/S |